# Wangdian (sockenhuvudort i Kina, Jiangsu Sheng, lat 32,79, long 118,58)
Wangdian (kinesiska: 王店, 王店乡) är en sockenhuvudort i Kina. Den ligger i provinsen Jiangsu, i den östra delen av landet, omkring 83 kilometer norr om provinshuvudstaden Nanjing. Antalet invånare är 25 525. Befolkningen består av 12 751 kvinnor och 12 774 män. Barn under 15 år utgör 18,0 %, vuxna 15-64 år 68 %, och äldre över 65 år 12,0 %.
Runt Wangdian är det tätbefolkat, med 356 invånare per kvadratkilometer. Närmaste större samhälle är Banta, 12,7 km söder om Wangdian. Trakten runt Wangdian består till största delen av jordbruksmark.
Genomsnittlig årsnederbörd är 1 199 millimeter. Den regnigaste månaden är juli, med i genomsnitt 271 mm nederbörd, och den torraste är december, med 26 mm nederbörd.